# Matteo Renzulli
Matteo Renzulli (15 april 2003) is een Belgisch voetballer die sinds 2023 uitkomt voor RFC Meux.

## Carrière
Renzulli begon zijn jeugdopleiding bij JS Taminoise. Daar werd hij opgepikt door Royal Mouscron-Péruwelz, waar hij weliswaar slechts een seizoen bleef. Renzulli speelde vervolgens een paar jaar bij Standard Luik, alvorens in 2021 de overstap te maken naar RFC Seraing. Daar had zijn voormalige jeugdtrainer Hicham El Alaoui, die bij Seraing assistent was geweest van hoofdtrainer Emilio Ferrera, zijn naam laten vallen.
Op 10 april 2022 maakte Renzulli zijn profdebuut in het shirt van Seraing: op de slotspeeldag van de reguliere competitie liet trainer Jean-Louis Garcia hem in de wedstrijd tegen KRC Genk (0-2-verlies) in de 71e minuut invallen voor Ibrahima Cissé. Seraing was op dat moment al veroordeeld tot barragewedstrijden voor het behoud tegen RWDM. Na afloop van het seizoen 2021/22 ondertekende Renzulli zijn eerste profcontract voor Seraing, dat hem voor een jaar aan de club verbond en tevens een optie op een extra jaar bevatte. De middenvelder kreeg in het seizoen 2022/23 weliswaar geen officiële speelminuten bij het eerste elftal, ondanks een goede seizoensvoorbereiding.
Na de degradatie uit de Tweede afdeling met het beloftenelftal van Seraing in 2023 bleef Renzulli op dat niveau actief, want in juni 2023 tekende de middenvelder bij RFC Meux.

## Clubstatistieken
| Seizoen         | Club            | Land            | Competitie           | Competitie | Competitie | Beker | Beker | Supercup | Supercup | Europees | Europees | Totaal | Totaal |
| Seizoen         | Club            | Land            | Competitie           | Wed.       | Dlp.       | Wed.  | Dlp.  | Wed.     | Dlp.     | Wed.     | Dlp.     | Wed.   | Dlp.   |
| --------------- | --------------- | --------------- | -------------------- | ---------- | ---------- | ----- | ----- | -------- | -------- | -------- | -------- | ------ | ------ |
| 2021/22         | RFC Seraing     | Vlag van België | Eerste klasse A      | 1          | 0          | 0     | 0     | —        | —        | —        | —        | 1      | 0      |
| 2022/23         | RFC Seraing U23 | Vlag van België | Tweede afdeling ACFF | 15         | 2          | —     | —     | —        | —        | —        | —        | 15     | 2      |
| 2023/24         | RFC Meux        | Vlag van België | Tweede afdeling ACFF | 23         | 2          | 2     | 0     | —        | —        | —        | —        | 25     | 2      |
| 2024/25         | RFC Meux        | Vlag van België | Tweede afdeling ACFF | 13         | 0          | 4     | 1     | —        | —        | —        | —        | 17     | 1      |
| Carrière totaal | Carrière totaal | Carrière totaal | Carrière totaal      | 52         | 4          | 6     | 1     | 0        | 0        | 0        | 0        | 58     | 5      |

Bijgewerkt op 3 december 2024.